# Liste des fontaines du 16e arrondissement de Paris

Cet article recense les fontaines du 16e arrondissement de Paris, en France.

## Statistiques
Deux fontaines sont protégées au titre des monuments historiques : 

- la fontaine du jardin Fleuriste[2],[3] ;
- la fontaine de l'hôtel Pauilhac[4].

## Liste
| Fontaine                                                | Localisation                                                         | Coordonnées                 | Auteur(s) | Date               | Illus. |
| ------------------------------------------------------- | -------------------------------------------------------------------- | --------------------------- | --- | ------------------ | ------ |
| Fontaine l'Amour ou L'éveil à la vie                    | Place de la Porte-d'Auteuil Porte d'Auteuil                          | 48° 50′ 54″ N, 2° 15′ 28″ E | Raoul Lamourdedieu | 1926               |        |
| Fontaine des Amours de Bagatelle                        | Parc de Bagatelle (dans le Jardin des Iris)                          | 48° 52′ 03″ N, 2° 14′ 35″ E | Raymond Sudre (sculpteur) | 1919               |        |
| Fontaine de l'hôtel Pauilhac (ancien hôtel Pauilhac)    | 59 avenue Raymond-Poincaré                                           | 48° 52′ 03″ N, 2° 17′ 09″ E | Charles Letrosne (architecte) Camille Garnier (sculpteur)                                                                                              | 1910               |        |
| Fontaine Anna-de-Noailles (partiellement détruite)      | Square Anna-de-Noailles                                              | 48° 52′ 31″ N, 2° 16′ 41″ E | Marcel Courbier (sculpteur) | 1935               |        |
| Bassin du château de Bagatelle                          | Parc de Bagatelle (devant le Château)                                | 48° 52′ 20″ N, 2° 14′ 51″ E | |                    |        |
| Bassin de l'orangerie de Bagatelle                      | Parc de Bagatelle (devant l'Orangerie)                               | 48° 52′ 05″ N, 2° 14′ 44″ E | |                    |        |
| Fontaine Claude-Debussy                                 | Avenue du Maréchal-Fayolle 32 boulevard Lannes Jardin Claude-Debussy | 48° 52′ 01″ N, 2° 16′ 18″ E | Jan Martel (sculpteur) Joël Martel (sculpteur) Jean Burkhalter (architecte)                                                                            | 1932               |        |
| Fontaine du Trocadéro                                   | Jardins du Trocadéro                                                 | 48° 51′ 39″ N, 2° 17′ 24″ E | Roger-Henri Expert (architecte) Paul Maître (architecte) Adolphe Thiers (architectes) Daniel-Joseph Bacqué (sculpteur) Léon-Ernest Drivier (sculpteur) | 1937               |        |
| Fontaine Joachim-Gasquet                                | 7 avenue du Parc-des-Princes Square du Fleuriste                     | 48° 50′ 33″ N, 2° 15′ 17″ E | Auguste Guénot (sculpteur) | 1923               |        |
| Fontaine de la fondation Thiers                         | 5 place du Chancelier-Adenauer                                       | 48° 52′ 14″ N, 2° 16′ 46″ E | | 1892               |        |
| Fontaine du square Lamartine ou puits artésien de Passy | Square Lamartine                                                     | 48° 51′ 54″ N, 2° 16′ 31″ E | Dupuis (architecte) | 1956-1967          |        |
| Fontaine de l'Avril ou fontaine du palais Galliera      | Square du Palais-Galliera 15 avenue du Président-Wilson              | 48° 51′ 55″ N, 2° 17′ 48″ E | Pierre Roche | 1903-1906          |        |
| Fontaine du palais de Tokyo                             | 11 avenue du Président-Wilson                                        | 48° 51′ 51″ N, 2° 17′ 50″ E | Félix Févola (sculpteur) Marcel Caumont (sculpteur) Léon Baudry (sculpteur)                                                                            | 1930-1937          |        |
| Fontaines de la porte de Saint-Cloud                    | Place de la Porte-de-Saint-Cloud                                     | 48° 50′ 17″ N, 2° 15′ 25″ E | Paul Landowski (sculpteur) Robert Pommier (architecte) Jacques Billard (architecte)                                                                    | 1932-1936          |        |
| Fontaine du Pré-aux-Chevaux                             | Rue Gros Jardin du Pré-aux-Chevaux Square Henri-Collet               | 48° 51′ 05″ N, 2° 16′ 34″ E | | 1990               |        |
| Fontaine du jardin Fleuriste ou Bacchanale              | Jardin des serres d'Auteuil                                          | 48° 50′ 49″ N, 2° 15′ 08″ E | Jules Dalou | 1895-1898          |        |
| Fontaine du square Tolstoï                              | Square Tolstoï                                                       | 48° 51′ 11″ N, 2° 15′ 41″ E | Charles Georges Cassou | 1935               |        |
| Fontaine de la place Victor-Hugo                        | Place Victor-Hugo                                                    | 48° 52′ 11″ N, 2° 17′ 07″ E | Marcel Davy Max Ingrand | 1964               |        |
| Fontaine du lycée Molière                               | Lycée Molière                                                        | 48° 51′ 18″ N, 2° 16′ 20″ E | | Fin du XIXe siècle |        |